# Defense Contract Audit Agency
Defense Contract Audit Agency (DCAA) är en central enhet inom USA:s försvarsdepartement som har en avgörande roll i den finansiella översynen av försvarskontrakt. Myndigheten grundades den 8 januari 1965 som ett svar på en studie ledd av försvarsminister Robert S. McNamara. Innan DCAA:s tillkomst var det de olika militärgrenarna som ansvarade för sina egna kontraktsrevisioner, vilket ledde till inkonsekvenser i både administration och revision.
DCAA:s första direktör var William B. Petty, tidigare biträdande kontrollant för USA:s flygvapen, och myndigheten etablerades med syftet att öka effektiviteten och minska kostnaderna för regeringens revision av försvarsavtal. DCAA:s tidiga historia präglades av ansträngningar att skapa enhetliga revisionsriktlinjer, vilket resulterade i den första versionen av Contract Audit Manual (CAM), ett omfattande dokument som fortfarande idag styr revisorernas arbete.

## Funktioner och ansvarsområden
DCAA:s huvudfunktion är att genomföra kontraktsrevisioner och tillhandahålla relaterade finansiella rådgivningstjänster. Dessa revisioner är oberoende och professionella granskningar av finansiella representationer som görs av försvarsentreprenörer. Myndigheten spelar en kritisk roll i att säkerställa att kostnader som uppstår i samband med försvarsavtal är tillåtna, allokerbara och rimliga.
Enligt DoDD 5105.36, som är den senaste direktiven för DCAA, inkluderar myndighetens ansvarsområden att:
- Granska tillåtligheten av uppkomna kostnader och kostnadsestimeringar som representeras av entreprenörer.
- Bedöma adekvatheten av finansiella eller bokföringsaspekter av kontraktsbestämmelser.
- Samarbeta med andra relevanta DoD-komponenter i granskningar, revisioner och analyser som involverar entreprenörers finansiella och bokföringspolicys, procedurer eller praxis.[1]

DCAA tillhandahåller också årliga rapporter om sina aktiviteter till de kongressens försvarsutskott och deltar i rådgivande kapacitet vid kontraktsförhandlingar och andra möten där kontraktskostnader, revisionsrapporter eller relaterade finansiella frågor övervägs.

## Utveckling och modernisering
Under årens lopp har DCAA genomgått flera förändringar och moderniseringar. På 1980-talet gjorde myndigheten sin formella entré i mikrodatorernas värld och började undervisa i användningen av datorer för specifika revisionsuppgifter. DCAA har också anställt dataspecialister och utvecklat revisionshanteringsprogramvara för att integrera datorkraft i hanteringen av arbetsbelastningen.
DCAA:s utbildningsinstitut, Defense Contract Audit Institute (DCAI), har också utvecklats över tid. Efter att ha flyttat till en modern anläggning i Atlanta, Georgia, har DCAI fortsatt att erbjuda kurser och utbildning för att stärka revisorernas kompetens.